# 新什尼
49°16′33″N 24°18′59″E / 49.27583°N 24.31639°E
新什尼（烏克蘭語：Новошини），是烏克蘭西部的村莊，隸屬利維夫州的斯特雷區。該村面積0.17平方公里，海拔高度307米，2001年人口516，人口密度每平方公里3,108.43人。